# Karina Habšudová
Karina Habšudová (née le 2 août 1973 à Bojnice) est une joueuse de tennis tchécoslovaque puis slovaque, professionnelle de la fin des années 1980 à 2003. En 1990, elle a été championne du monde junior à la fois en simple et double filles.
En 1996, elle a atteint les quarts de finale à Roland Garros (battue par Arantxa Sánchez Vicario), sa meilleure performance en simple dans une épreuve du Grand Chelem.
Elle a gagné sept tournois WTA au cours de sa carrière, dont un en simple.

## Palmarès

### Titre en simple dames
| No | Date       | Nom et lieu du tournoi            | Catégorie | Dotation  | Surface      | Finaliste      | Score         |          |
| -- | ---------- | --------------------------------- | --------- | --------- | ------------ | -------------- | ------------- | -------- |
| 1  | 05-07-1999 | Egger Tennis Festival, Pörtschach | Tier IVb  | 112 500 $ | Terre (ext.) | Silvija Talaja | 2-6, 6-4, 6-4 | Parcours |

### Finales en simple dames
| No | Date       | Nom et lieu du tournoi          | Catégorie | Dotation  | Surface         | Vainqueure        | Score         |          |
| -- | ---------- | ------------------------------- | --------- | --------- | --------------- | ----------------- | ------------- | -------- |
| 1  | 13-05-1996 | German Open, Berlin             | Tier I    | 926 250 $ | Terre (ext.)    | Steffi Graf       | 4-6, 6-2, 7-5 | Parcours |
| 2  | 21-10-1996 | SEAT Open, Luxembourg           | Tier III  | 164 250 $ | Moquette (int.) | Anke Huber        | 6-3, 6-0      | Parcours |
| 3  | 03-02-1997 | EA-Generali Austrian Open, Linz | Tier III  | 164 250 $ | Moquette (int.) | Chanda Rubin      | 6-4, 6-2      | Parcours |
| 4  | 12-07-1999 | Prokom Polish Open, Sopot       | Tier III  | 180 000 $ | Terre (ext.)    | Conchita Martínez | 6-1, 6-1      | Parcours |

### Titres en double dames
| No | Date       | Nom et lieu du tournoi           | Catégorie | Dotation  | Surface      | Partenaire         | Finalistes                          | Score         |          |
| -- | ---------- | -------------------------------- | --------- | --------- | ------------ | ------------------ | ----------------------------------- | ------------- | -------- |
| 1  | 09-09-1996 | Czech Open Karlovy Vary          | Tier IV   | 160 000 $ | Terre (ext.) | Helena Suková      | Eva Martincová Elena Pampoulova     | 3-6, 6-3, 6-2 | Parcours |
| 2  | 14-07-1997 | Czech Open Prague                | Tier IV   | 160 000 $ | Terre (ext.) | Ruxandra Dragomir  | Eva Martincová Helena Vildová       | 6-1, 5-7, 6-2 | Parcours |
| 3  | 06-07-1998 | Czech Open Prague                | Tier III  | 160 000 $ | Terre (ext.) | Silvia Farina      | Květa Hrdličková Michaela Paštiková | 2-6, 6-1, 6-2 | Parcours |
| 4  | 13-07-1998 | Warsaw Cup Varsovie              | Tier III  | 164 250 $ | Terre (ext.) | Olga Lugina        | Liezel Huber Karin Kschwendt        | 7-6, 7-5      | Parcours |
| 5  | 05-07-1999 | Egger Tennis Festival Pörtschach | Tier IVb  | 112 500 $ | Terre (ext.) | Silvia Farina      | Olga Lugina Laura Montalvo          | 6-4, 6-4      | Parcours |
| 6  | 23-10-2000 | Slovak Indoors Bratislava        | Tier IVb  | 110 000 $ | Dur (int.)   | Daniela Hantuchová | Petra Mandula Patricia Wartusch     | forfait       | Parcours |

### Finales en double dames
| No | Date       | Nom et lieu du tournoi       | Catégorie | Dotation  | Surface         | Vainqueures                       | Partenaire        | Score         |          |
| -- | ---------- | ---------------------------- | --------- | --------- | --------------- | --------------------------------- | ----------------- | ------------- | -------- |
| 1  | 18-05-1992 | European Open Lucerne        | Tier IV   | 150 000 $ | Terre (ext.)    | Amy Frazier Elna Reinach          | Marianne Werdel   | 7-5, 6-2      | Parcours |
| 2  | 25-07-1994 | Styrian Open Maria Lankowitz | Tier IV   | 100 000 $ | Terre (ext.)    | Sandra Cecchini Patricia Tarabini | Alexandra Fusai   | 7-5, 7-5      | Parcours |
| 3  | 16-06-1997 | Heineken Trophy Rosmalen     | Tier III  | 164 250 $ | Gazon (ext.)    | Eva Melicharová Helena Vildová    | Florencia Labat   | 6-3, 7-6      | Parcours |
| 4  | 14-02-2000 | Faber Grand Prix Hanovre     | Tier II   | 535 000 $ | Moquette (int.) | Åsa Svensson Natasha Zvereva      | Silvia Farina     | 6-3, 6-4      | Parcours |
| 5  | 19-06-2000 | Heineken Trophy Bois-le-Duc  | Tier III  | 170 000 $ | Gazon (ext.)    | Erika de Lone Nicole Pratt        | Catherine Barclay | 7-6, 4-3 ab.  | Parcours |
| 6  | 19-02-2001 | Duty Free Women’s Open Dubaï | Tier II   | 565 000 $ | Dur (ext.)      | Yayuk Basuki Caroline Vis         | Åsa Svensson      | 6-0, 4-6, 6-2 | Parcours |

### Titre en double mixte
| No | Date       | Nom et lieu du tournoi     | Catégorie | Dotation    | Surface    | Partenaire   | Finalistes                 | Score        |          |
| -- | ---------- | -------------------------- | --------- | ----------- | ---------- | ------------ | -------------------------- | ------------ | -------- |
| 1  | 04-01-1998 | Hyundai Hopman Cup X Perth | ITF       | 900 000 AU$ | Dur (int.) | Karol Kučera | Mary Pierce Cédric Pioline | 2 matchs à 1 | Parcours |

## Parcours en Grand Chelem

### En simple dames
| Année | Open d'Australie | Open d'Australie  | Internationaux de France | Internationaux de France | Wimbledon       | Wimbledon          | US Open         | US Open             |
| ----- | ---------------- | ----------------- | ------------------------ | ------------------------ | --------------- | ------------------ | --------------- | ------------------- |
| 1991  | 4e tour (1/8)    | Steffi Graf       | 1er tour (1/64)          | Julie Halard             | 2e tour (1/32)  | Catarina Lindqvist | 2e tour (1/32)  | Patty Fendick       |
| 1992  | 2e tour (1/32)   | Manuela Maleeva   | 3e tour (1/16)           | Jennifer Capriati        | 1er tour (1/64) | Patty Fendick      | 1er tour (1/64) | Li Fang             |
| 1993  | 2e tour (1/32)   | Barbara Rittner   | -                        | -                        | -               | -                  | 3e tour (1/16)  | Helena Suková       |
| 1994  | 1er tour (1/64)  | Arantxa Sánchez   | 1er tour (1/64)          | Mary Joe Fernández       | 1er tour (1/64) | Mary Joe Fernández | 2e tour (1/32)  | Jana Novotná        |
| 1995  | 4e tour (1/8)    | Arantxa Sánchez   | 2e tour (1/32)           | Amy Frazier              | 1er tour (1/64) | Mary Joe Fernández | 1er tour (1/64) | Anne Miller         |
| 1996  | 2e tour (1/32)   | Gabriela Sabatini | 1/4 de finale            | Arantxa Sánchez          | 1er tour (1/64) | Judith Wiesner     | 4e tour (1/8)   | Jana Novotná        |
| 1997  | 4e tour (1/8)    | Irina Spîrlea     | 3e tour (1/16)           | Ruxandra Dragomir        | 1er tour (1/64) | Conchita Martínez  | 4e tour (1/8)   | Sandrine Testud     |
| 1998  | 2e tour (1/32)   | Lindsay Davenport | 3e tour (1/16)           | Martina Hingis           | 1er tour (1/64) | Iva Majoli         | 1er tour (1/64) | Sarah Pitkowski     |
| 1999  | 3e tour (1/16)   | Lindsay Davenport | 1er tour (1/64)          | Julie Halard             | 2e tour (1/32)  | Lindsay Davenport  | 2e tour (1/32)  | Ai Sugiyama         |
| 2000  | 2e tour (1/32)   | Alicia Molik      | 1er tour (1/64)          | Ruxandra Dragomir        | 1er tour (1/64) | Monica Seles       | 1er tour (1/64) | Meghann Shaughnessy |
| 2001  | 2e tour (1/32)   | Iva Majoli        | 1er tour (1/64)          | Nadia Petrova            | 2e tour (1/32)  | Sandrine Testud    | 2e tour (1/32)  | Elena Dementieva    |

à droite du résultat, l’ultime adversaire.

### En double dames
| Année | Open d'Australie               | Open d'Australie           | Internationaux de France     | Internationaux de France   | Wimbledon                     | Wimbledon                   | US Open                       | US Open                    |
| ----- | ------------------------------ | -------------------------- | ---------------------------- | -------------------------- | ----------------------------- | --------------------------- | ----------------------------- | -------------------------- |
| 1992  | 1er tour (1/32) Radka Bobková  | S. Stafford M. Werdel      | 1er tour (1/32) Jill Smoller | Alysia May Kimberly Po     | 2e tour (1/16) J. Fuchs       | Jana Novotná L. Neiland     | 3e tour (1/8) Laura Arraya    | G. Fernández N. Zvereva    |
| 1993  | 1er tour (1/32) Laura Arraya   | R. McQuillan C. Porwik     | 2e tour (1/16) R. Zrubáková  | E. Maniokova Leila Meskhi  | 3e tour (1/8) N. Jagerman     | Pam Shriver E. Smylie       | 1er tour (1/32) N. Jagerman   | M. L. Piatek Gretchen Rush |
| 1994  | 1er tour (1/32) J. Husárová    | Kate McDonald Nicole Pratt | 1er tour (1/32) R. Zrubáková | Sandy Collins M. de Swardt | 2e tour (1/16) R. Zrubáková   | M. Bollegraf Navrátilová    | 2e tour (1/16) R. Zrubáková   | Jana Novotná A. Sánchez    |
| 1995  | 3e tour (1/8) R. Zrubáková     | L. Davenport Lisa Raymond  | 2e tour (1/16) R. Zrubáková  | Nicole Arendt L. Davenport | 2e tour (1/16) A. Fusai       | Katrina Adams Zina Garrison | 1er tour (1/32) Silvia Farina | Anke Huber Chr. Singer     |
| 1996  | 1er tour (1/32) A. Fusai       | Virag Csurgo N. Kijimuta   | -                            | -                          | -                             | -                           | -                             | -                          |
| 1997  | 3e tour (1/8) R. Zrubáková     | C. Martínez P. Tarabini    | 1er tour (1/32) Ann Grossman | G. Fernández N. Zvereva    | 1er tour (1/32) Ann Grossman  | Laura Garrone G. Pizzichini | 1er tour (1/32) Ann Grossman  | Lisa McShea A. Wainwright  |
| 1998  | 1er tour (1/32) F. Labat       | A. Kournikova L. Neiland   | 1/4 de finale Silvia Farina  | A. Sánchez Helena Suková   | 1er tour (1/32) Olga Lugina   | A. Coetzer S. Testud        | 2e tour (1/16) T. Tanasugarn  | M. Hingis Jana Novotná     |
| 1999  | 2e tour (1/16) Silvia Farina   | Els Callens Julie Halard   | 3e tour (1/8) Silvia Farina  | Likhovtseva Ai Sugiyama    | 1er tour (1/32) T. Tanasugarn | De Villiers Rika Hiraki     | 3e tour (1/8) Silvia Farina   | L. Neiland A. Sánchez      |
| 2000  | 2e tour (1/16) A. Sidot        | J. Capriati Jelena Dokić   | 2e tour (1/16) Silvia Farina | J. Capriati Jelena Dokić   | 1er tour (1/32) C. Barclay    | Els Callens D. Monami       | 1er tour (1/32) Silvia Farina | Nadia Petrova P. Schnyder  |
| 2001  | 1er tour (1/32) S. Jeyaseelan  | Sh. Asagoe Yuka Yoshida    | 2e tour (1/16) S. Jeyaseelan | S. Testud Roberta Vinci    | 3e tour (1/8) D. Hantuchová   | R. McQuillan Lisa McShea    | 1er tour (1/32) Tina Pisnik   | Magüi Serna P. Tarabini    |
| 2002  | 1er tour (1/32) R. de los Ríos | E. Daniilídou Alicia Molik | -                            | -                          | -                             | -                           | -                             | -                          |
| 2003  | -                              | -                          | -                            | -                          | -                             | -                           | 1er tour (1/32) A. Augustus   | Elena Bovina Rennae Stubbs |

sous le résultat, la partenaire ; à droite, l’ultime équipe adverse.

### En double mixte
| Année | Open d'Australie            | Open d'Australie           | Internationaux de France     | Internationaux de France    | Wimbledon                     | Wimbledon                 | US Open                    | US Open                     |
| ----- | --------------------------- | -------------------------- | ---------------------------- | --------------------------- | ----------------------------- | ------------------------- | -------------------------- | --------------------------- |
| 1992  | -                           | -                          | -                            | -                           | 1er tour (1/32) Olli Rahnasto | Jo Durie Jeremy Bates     | -                          | -                           |
| 1995  | -                           | -                          | -                            | -                           | 1er tour (1/32) Jon Ireland   | C. Barclay A. Florent     | -                          | -                           |
| 1998  | -                           | -                          | -                            | -                           | 1er tour (1/32) Tom Kempers   | L. Neiland Leander Paes   | -                          | -                           |
| 1999  | -                           | -                          | -                            | -                           | 1er tour (1/32) David Rikl    | K. Boogert P. Galbraith   | 1er tour (1/16) Jiří Novák | Rennae Stubbs T. Woodbridge |
| 2000  | 2e tour (1/8) D. Macpherson | A. Sánchez T. Woodbridge   | 2e tour (1/16) D. Macpherson | Rennae Stubbs T. Woodbridge | 2e tour (1/16) D. Macpherson  | Kimberly Po D. Johnson    | 1/4 de finale David Rikl   | A. Sánchez Jared Palmer     |
| 2001  | 1er tour (1/16) David Rikl  | Ai Sugiyama M. Bhupathi    | 1/4 de finale David Rikl     | V. Ruano T. Carbonell       | 1/2 finale David Rikl         | D. Hantuchová Leoš Friedl | 2e tour (1/8) David Rikl   | Ai Sugiyama E. Ferreira     |
| 2002  | 1er tour (1/16) David Rikl  | Anabel Medina Lucas Arnold | -                            | -                           | -                             | -                         | -                          | -                           |

sous le résultat, le partenaire ; à droite, l’ultime équipe adverse.

## Parcours aux Masters

### En simple dames
| # | Date       | Nom de l'édition             | ($)       | Surface         | Résultat       | Ultime adversaire | Score    |          |
| - | ---------- | ---------------------------- | --------- | --------------- | -------------- | ----------------- | -------- | -------- |
| 1 | 18/11/1996 | Chase Championships New York | 2 000 000 | Moquette (int.) | 1er tour (1/8) | Steffi Graf       | 6-1, 6-4 | Parcours |

## Parcours aux Jeux olympiques

### En simple dames
| # | Date       | Nom de l'olympiade           | Surface    | Résultat      | Ultime adversaire | Score         |          |
| - | ---------- | ---------------------------- | ---------- | ------------- | ----------------- | ------------- | -------- |
| 1 | 23/07/1996 | Olympic Tennis Event Atlanta | Dur (ext.) | 3e tour (1/8) | Iva Majoli        | 6-4, 3-6, 6-4 | Parcours |
| 2 | 19/09/2000 | Olympic Tennis Event Sydney  | Dur (ext.) | 3e tour (1/8) | Elena Dementieva  | 6-2, 6-1      | Parcours |

### En double dames
| # | Date       | Nom de l'olympiade           | Surface    | Résultat        | Partenaire       | Ultimes adversaires           | Score         |          |
| - | ---------- | ---------------------------- | ---------- | --------------- | ---------------- | ----------------------------- | ------------- | -------- |
| 1 | 23/07/1996 | Olympic Tennis Event Atlanta | Dur (ext.) | 1er tour (1/16) | Radka Zrubáková  | Martina Hingis Patty Schnyder | 3-6, 6-4, 6-2 | Parcours |
| 2 | 19/09/2000 | Olympic Tennis Event Sydney  | Dur (ext.) | 2e tour (1/8)   | Janette Husárová | Els Callens Dominique Monami  | 6-3, 6-2      | Parcours |

## Parcours en Coupe de la Fédération
| #                                                                            | Date       | Lieu         | Surface         | Gagnante(s)                           | Perdante(s)                         | Score          |          |
|                                                                              |            |              |                 |                                       |                                     |                |          |
| 1994 - 1er tour (groupe mondial) - Finlande - Slovaquie - 1 : 2              |            |              |                 |                                       |                                     |                |          |
| 1                                                                            | 18/07/1994 | Francfort    | Terre (ext.)    | Karina Habšudová                      | Nanne Dahlman                       | 6-2, 6-3       | Parcours |
|                                                                              |            |              |                 |                                       |                                     |                |          |
| 1994 - 2e tour (groupe mondial) - Allemagne - Slovaquie - 2 : 1              |            |              |                 |                                       |                                     |                |          |
| 2                                                                            | 20/07/1994 | Francfort    | Terre (ext.)    | Anke Huber                            | Karina Habšudová                    | 7-66, 7-5      | Parcours |
| 2                                                                            | 20/07/1994 | Francfort    | Terre (ext.)    | Karina Habšudová Janette Husárová     | Barbara Rittner Christina Singer    | 6-4, 6-3       | Parcours |
|                                                                              |            |              |                 |                                       |                                     |                |          |
| 1995 - 1/4 de finale (groupe mondial II) - Australie - Slovaquie - 3 : 2     |            |              |                 |                                       |                                     |                |          |
| 3                                                                            | 22/04/1995 | Perth        | Herbe (ext.)    | Karina Habšudová                      | Rachel McQuillan                    | 6-1, 6-3       | Parcours |
| 3                                                                            | 22/04/1995 | Perth        | Herbe (ext.)    | Nicole Bradtke                        | Karina Habšudová                    | 7-5, 6-4       | Parcours |
| 3                                                                            | 22/04/1995 | Perth        | Herbe (ext.)    | Nicole Bradtke Rennae Stubbs          | Karina Habšudová Radka Zrubáková    | 6-1, 6-0       | Parcours |
|                                                                              |            |              |                 |                                       |                                     |                |          |
| 1995 - Barrage (groupe mondial II) - Paraguay - Slovaquie - 0 : 5            |            |              |                 |                                       |                                     |                |          |
| 4                                                                            | 22/07/1995 | Asuncion     | Terre (ext.)    | Karina Habšudová                      | Magali Benitez                      | 6-1, 6-1       | Parcours |
| 4                                                                            | 22/07/1995 | Asuncion     | Terre (ext.)    | Karina Habšudová                      | Larissa Schaerer                    | 6-3, 6-72, 6-3 | Parcours |
| 4                                                                            | 22/07/1995 | Asuncion     | Terre (ext.)    | Karina Habšudová Denisa Szabová       | Magali Benitez Larissa Schaerer     | 4-6, 6-4, 6-2  | Parcours |
|                                                                              |            |              |                 |                                       |                                     |                |          |
| 1996 - 1/4 de finale (groupe mondial II) - Bulgarie - Slovaquie - 0 : 5      |            |              |                 |                                       |                                     |                |          |
| 5                                                                            | 27/04/1996 | Plovdiv      | Terre (ext.)    | Karina Habšudová                      | Lioubomira Batcheva                 | 6-0, 6-1       | Parcours |
| 5                                                                            | 27/04/1996 | Plovdiv      | Terre (ext.)    | Karina Habšudová                      | Svetlana Krivencheva                | 6-3, 6-2       | Parcours |
|                                                                              |            |              |                 |                                       |                                     |                |          |
| 1996 - Barrage (groupe mondial I) - Slovaquie - Pays-Bas - 2 : 3             |            |              |                 |                                       |                                     |                |          |
| 6                                                                            | 13/07/1996 | Bratislava   | Terre (ext.)    | Kristie Boogert                       | Karina Habšudová                    | 6-4, 6-2       | Parcours |
| 6                                                                            | 13/07/1996 | Bratislava   | Terre (ext.)    | Karina Habšudová                      | Miriam Oremans                      | 6-1, 6-3       | Parcours |
| 6                                                                            | 13/07/1996 | Bratislava   | Terre (ext.)    | Karina Habšudová Radka Zrubáková      | Manon Bollegraf Caroline Vis        | 6-4, 6-3       | Parcours |
|                                                                              |            |              |                 |                                       |                                     |                |          |
| 1997 - 1/4 de finale (groupe mondial II) - Slovaquie - Suisse - 2 : 3        |            |              |                 |                                       |                                     |                |          |
| 7                                                                            | 01/03/1997 | Košice       | Moquette (int.) | Karina Habšudová                      | Patty Schnyder                      | 7-5, 6-1       | Parcours |
| 7                                                                            | 01/03/1997 | Košice       | Moquette (int.) | Martina Hingis                        | Karina Habšudová                    | 6-2, 6-0       | Parcours |
| 7                                                                            | 01/03/1997 | Košice       | Moquette (int.) | Martina Hingis Patty Schnyder         | Karina Habšudová Radka Zrubáková    | 6-0, 6-1       | Parcours |
|                                                                              |            |              |                 |                                       |                                     |                |          |
| 1997 - Barrage (groupe mondial II) - Slovaquie - Canada - 5 : 0              |            |              |                 |                                       |                                     |                |          |
| 8                                                                            | 12/07/1997 | Bratislava   | Terre (ext.)    | Karina Habšudová                      | Rene Simpson                        | 6-3, 6-4       | Parcours |
| 8                                                                            | 12/07/1997 | Bratislava   | Terre (ext.)    | Karina Habšudová                      | Patricia Hy                         | 6-2, 7-66      | Parcours |
| 8                                                                            | 12/07/1997 | Bratislava   | Terre (ext.)    | Karina Habšudová Katarína Studeníková | Sonya Jeyaseelan Rene Simpson       | 4-6, 2-0 ab.   | Parcours |
|                                                                              |            |              |                 |                                       |                                     |                |          |
| 1998 - 1/4 de finale (groupe mondial II) - Argentine - Slovaquie - 1 : 4     |            |              |                 |                                       |                                     |                |          |
| 9                                                                            | 18/04/1998 | Buenos Aires | Terre (ext.)    | Florencia Labat                       | Karina Habšudová                    | 6-4, 3-6, 6-3  | Parcours |
| 9                                                                            | 18/04/1998 | Buenos Aires | Terre (ext.)    | Karina Habšudová                      | Mariana Díaz-Oliva                  | 3-6, 6-2, 11-9 | Parcours |
| 9                                                                            | 18/04/1998 | Buenos Aires | Terre (ext.)    | Karina Habšudová Janette Husárová     | Florencia Labat Mercedes Paz        | 3-6, 6-1, 6-4  | Parcours |
|                                                                              |            |              |                 |                                       |                                     |                |          |
| 1998 - Barrage (groupe mondial I) - Slovaquie - Belgique - 4 : 1             |            |              |                 |                                       |                                     |                |          |
| 10                                                                           | 25/07/1998 | Bratislava   | Terre (ext.)    | Karina Habšudová                      | Dominique Monami                    | 6-2, 6-3       | Parcours |
| 10                                                                           | 25/07/1998 | Bratislava   | Terre (ext.)    | Karina Habšudová                      | Sabine Appelmans                    | 6-2, 4-6, 7-5  | Parcours |
|                                                                              |            |              |                 |                                       |                                     |                |          |
| 1999 - 1/4 de finale (groupe mondial) - Suisse - Slovaquie - 0 : 5           |            |              |                 |                                       |                                     |                |          |
| 11                                                                           | 17/04/1999 | Zurich       | Moquette (int.) | Karina Habšudová                      | Emmanuelle Gagliardi                | 7-68, 6-0      | Parcours |
| 11                                                                           | 17/04/1999 | Zurich       | Moquette (int.) | Karina Habšudová                      | Cacilia Charbonnier                 | 6-4, 6-4       | Parcours |
| 11                                                                           | 17/04/1999 | Zurich       | Moquette (int.) | Karina Habšudová Henrieta Nagyová     | Laura Bao Cacilia Charbonnier       | 6-2, 7-67      | Parcours |
|                                                                              |            |              |                 |                                       |                                     |                |          |
| 1999 - 1/2 finale (groupe mondial) - Russie - Slovaquie - 3 : 2              |            |              |                 |                                       |                                     |                |          |
| 12                                                                           | 24/07/1999 | Moscou       | Terre (int.)    | Karina Habšudová                      | Tatiana Panova                      | 7-65, 6-1      | Parcours |
| 12                                                                           | 24/07/1999 | Moscou       | Terre (int.)    | Elena Likhovtseva                     | Karina Habšudová                    | 3-6, 6-4, 6-2  | Parcours |
|                                                                              |            |              |                 |                                       |                                     |                |          |
| 2000 - Round robin (groupe mondial) - Slovaquie - Suisse - 1 : 2             |            |              |                 |                                       |                                     |                |          |
| 13                                                                           | 27/04/2000 | Bratislava   | Dur (int.)      | Patty Schnyder                        | Karina Habšudová                    | 6-1, 6-4       | Parcours |
| 13                                                                           | 27/04/2000 | Bratislava   | Dur (int.)      | Karina Habšudová Daniela Hantuchová   | Patty Schnyder Miroslava Vavrinec   | 6-78, 6-2, 7-5 | Parcours |
|                                                                              |            |              |                 |                                       |                                     |                |          |
| 2000 - Round robin (groupe mondial) - Slovaquie - République tchèque - 1 : 2 |            |              |                 |                                       |                                     |                |          |
| 14                                                                           | 29/04/2000 | Bratislava   | Dur (int.)      | Denisa Chládková                      | Karina Habšudová                    | 6-4, 6-4       | Parcours |
| 14                                                                           | 29/04/2000 | Bratislava   | Dur (int.)      | Dája Bedáňová Květa Hrdličková        | Karina Habšudová Daniela Hantuchová | 7-5, 6-3       | Parcours |
|                                                                              |            |              |                 |                                       |                                     |                |          |
| 2000 - Round robin (groupe mondial) - Slovaquie - Autriche - 0 : 2           |            |              |                 |                                       |                                     |                |          |
| 15                                                                           | 30/04/2000 | Bratislava   | Dur (int.)      | Barbara Schett                        | Karina Habšudová                    | 6-4, 7-5       | Parcours |
|                                                                              |            |              |                 |                                       |                                     |                |          |
| 2001 - 1er tour (groupe mondial) - Slovaquie - Hongrie - 4 : 1               |            |              |                 |                                       |                                     |                |          |
| 16                                                                           | 28/04/2001 | Bratislava   | Terre (ext.)    | Anikó Kapros Petra Mandula            | Karina Habšudová Daniela Hantuchová | 6-2, 5-7, 7-5  | Parcours |
|                                                                              |            |              |                 |                                       |                                     |                |          |
| 2001 - 1/4 de finale (groupe mondial) - Slovaquie - Russie - 2 : 3           |            |              |                 |                                       |                                     |                |          |
| 17                                                                           | 21/07/2001 | Bratislava   | Terre (ext.)    | Elena Likhovtseva Nadia Petrova       | Karina Habšudová Henrieta Nagyová   |                | Parcours |

## Classements WTA en fin de saison

### En simple
| Année | 1989 | 1990 | 1991 | 1992 | 1993 | 1994 | 1995 | 1996 | 1997 | 1998 | 1999 | 2000 | 2001 |
| Rang  | 476  | 126  | 54   | 66   | 111  | 31   | 57   | 11   | 29   | 82   | 45   | 86   | 126  |

Source : (en) « Classements de Karina Habšudová », sur le site officiel du WTA Tour

### En double
| Année | 1990 | 1991 | 1992 | 1993 | 1994 | 1995 | 1996 | 1997 | 1998 | 1999 | 2000 | 2001 |
| Rang  | 455  | 117  | 78   | 79   | 58   | 121  | 141  | 64   | 52   | 45   | 42   | 61   |

source : (en) « Classements de Karina Habšudová », sur le site officiel du WTA Tour